# Victor Moses
Victor Moses (sinh ngày 12 tháng 12 năm 1990) là cầu thủ bóng đá chuyên Nghiệp người Nigeria đang chơi cho câu lạc bộ Spartak Moscow tại Russian Premier League. Vị trí sở trường của anh là tiền vệ cánh và anh có thể chơi ở cả vị trí hậu vệ cánh.
Moses bắt đầu sự nghiệp tại Crystal Palace trước khi chuyển đến Wigan Athletic và có cơ hội thi đấu tại Premier League từ năm 2010. Đến năm 2012, anh chuyển đến Chelsea và có được danh hiệu vô địch UEFA Europa League ngay trong mùa giải đầu tiên. Sau đó anh lần lượt được Chelsea đem cho mượn tại Liverpool, Stoke City và West Ham United trước khi trở lại Chelsea vào mùa giải 2016-17 và cùng Chelsea giành chức vô địch Premier League. Từ tháng 1 năm 2019, anh lại chuyển đến Fenerbahçe, Inter Milan và Spartak Moscow theo các hợp đồng cho mượn trước khi chinh thức trở thành cầu thủ của Spartak Moscow vào tháng 7 năm 2021.
Sinh ra ở Nigeria, anh bắt đầu sang Anh năm 11 tuổi và đã chơi cho các đội U-16, U-17, U-19 và U-21 của Anh nhưng anh đã chọn Nigeria làm đội tuyển quốc gia của mình. Anh cùng đội tuyển Nigeria giành chức vô địch Cúp bóng đá châu Phi 2013 và tham dự World Cup 2014 cùng World Cup 2018. Anh tuyên bố chia tay đội tuyển quốc gia ở tuổi 27 vào năm 2018.

## Sự nghiệp câu lạc bộ

### Crystal Palace
Moses sinh ra tại Lagos, Nigeria. Năm 11 tuổi, cha mẹ anh trở thành nạn nhân của các cuộc bạo động tôn giáo ở Nigeria và sau đó anh phải tị nạn đến Anh. Anh học trường Trung học Kỹ thuật Stanley tại South Norwood, sau đó được các tuyển trách viên của câu lạc bộ Crystal Palace phát hiện và Moses đã đồng ý vào học viện đào tạo trẻ của câu lạc bộ.
Một thời gian ngắn sau khi gia nhập học viện, Palace đã đề nghị anh chuyển đến học tại trường Whitgift ở Croydon, nơi có huấn luyện viên Steve Kember và cựu danh thủ Colin Pates đang tham gia huấn luyện đội bóng trường này, với hi vọng cơ sở vật chất và huấn luyện viên của Whitgift sẽ phút phát triển tài năng của Moses.
Moses ở tuổi 14 đã ghi 50 bàn cho đội trẻ U-14 của Palace và giúp Whitgift vô địch nhiều giải đấu trường, trong đó có Giải Quốc gia, trong đó có 5 bàn trong trận chung kết với trường Healing tại ở sân vận động Walkers, Leicester.
Anh có trận đấu tiên tại Giải hạng Nhất vào ngày 6 tháng 11 năm 2007 trong trận sân khách với Cardiff. Trong đội hình chính của Palace, Moses đã ghi ba bàn trong mùa giải 2007-08. Tháng 7 năm 2008, anh gia hạn hợp đồng với câu lạc bộ đến năm 2012. Tuy nhiên mùa giải sau đó anh chỉ ghi được hai bàn.

### Wigan Athletic
Ngày 31 tháng 1 năm 2010, Moses hoàn tất vụ chuyển nhượng trị giá 2,5 triệu £ đến câu lạc bộ tại Premier League là Wigan Athletic. Ngày 6 tháng 2 năm 2010, anh có trận đấu đầu tiên cho Wigan khi vào sân thay người trong trận hòa Sunderland 1–1.
Ngày 20 tháng 3 năm 2010, Moses vào sân từ băng ghế dự bị trong trận đấu với Burnley và có đường chuyền thành bàn đầu tiên cho Hugo Rodallega trong những phút bù giờ. Bàn thắng đầu tiên của anh cho Wigan đến vào ngày 3 tháng 5 năm 2010 trong trận hòa 2-2 với Hull City.
Moses đã gặp phải hai chấn thương vào đầu mùa giải 2010-11 và gặp khó khăn trong việc cạnh tranh suất đá chính sau đó. Anh có bàn thắng đầu tiên trong Giải ngoại hạng mùa này khi ghi bàn thắng duy nhất trong trận đấu ngày 13 tháng 11 năm 2010 với West Bromwich Albion.
Khi Charles N'Zogbia ra đi, Moses trở thành cầu thủ đá chính thường xuyên cho Wigan trong mùa giải 2011-12.

### Chelsea
Ngày 23 tháng 8 năm 2012, cuộc đàm phán giữa Wigan và Chelsea về việc chuyển nhượng Moses đã thành công sau bốn lần đàm phán bất thành trước đó. Ước tính phí chuyển nhượng của anh là 9 triệu bảng. Ngày 24 tháng 8]], anh chính thức là cầu thủ của câu lạc bộ Chelsea sau khi hoàn tất thủ tục kiểm tra y tế. Tại Chelsea, Moses khoác áo số 13, số áo trước đây thuộc về tiền vệ người Đức Michael Ballack.

#### 2012-13
Ngày 15 tháng 9, Moses có trận đấu đầu tiên cho Chelsea tại Premier League trên sân Loftus Road của QPR khi vào sân từ băng ghế dự bị. Trận đấu đã kết thúc với tỷ số 0-0. Bàn thắng đầu tiên của anh cho The Blues đến trong chiến thắng 6-0 tại vòng 3 Cúp Liên đoàn trước Wolverhampton  Ngày 31 tháng 10 năm 2012, anh được bầu là cầu thủ xuất sắc nhất trận đấu vòng 4 Cúp liên đoàn giữa Chelsea và Manchester United, trận đấu mà Chelsea đã thắng 5-4.
Ngày 3 tháng 11, Moses có bàn thắng đầu tiên tại Premier League trong màu áo Chelsea khi ghi bàn mở tỉ số trong trận hòa 1-1 với Swansea City. 4 ngày sau đó, anh trở thành người hùng của Chelsea khi ghi bàn thắng ở những phút bù giờ để đem lại chiến thắng 3-2 trước Shakhtar Donetsk tại lượt trận thứ tư vòng bảng UEFA Champions League 2012-13.
Moses có bàn thắng đầu tiên trong năm 2013 trong chiến thắng 5-1 trước Southampton tại vòng 3 cúp FA 2013. Ngày 5 tháng 4 năm 2013, anh có bàn thắng đầu tiên tại Cúp UEFA Europa League với bàn thắng nâng tỉ số lên 2-0 trong chiến thắng 3-1 trước Rubin Kazan ở lượt đi và tiếp tục ghi bàn ở lượt về.
Tại bán kết Europa League, Moses tiếp tục ghi bàn trong cả hai trận lượt đi và về vào lưới đội bóng Thụy Sĩ FC Basel. Tuy nhiên anh đã không được ra sân trong trận chung kết tại Amsterdam với Benfica vào ngày 15 tháng 5, trận đấu mà các đồng đội của anh đã giành chiến thắng 2-1.

#### Liverpool
Sự có mặt của các tân binh Willian và André Schürrle ở mùa giải 2013-14 đã khiến cho vị trí của Moses tại Chelsea không còn được bảo đảm. Ngày 1 tháng 9 năm 2013, Liverpool đã chính thức mượn được Moses trong thời hạn một mùa giải với khoản phí 1 triệu £. Ngay trong trận đầu tiên ra mắt Liverpool vào ngày 16 tháng 9 gặp Swansea, anh đã có pha lập công nâng tỉ số lên 2-1. Ngày 25 tháng 1 năm 2014, anh ghi bàn mở tỉ số trong chiến thắng 2-0 trước Bournemouth tại vòng 4 Cúp FA. Moses không có nhiều cơ hội thể hiện tại Liverpool, với chỉ 22 lần ra sân và có 2 bàn thắng.

#### Stoke City
Ngày 16 tháng 8 năm 2014, Moses chính thức gia nhập câu lạc bộ Stoke City theo dạng cho mượn cho đến hết mùa giải 2014-15. Anh có trận đấu đầu tiên cho Stoke tại Giải Ngoại hạng Anh vào ngày 30 tháng 8 năm 2014, trong chiến thắng 1–0 trước Manchester City. Anh có bàn thắng đầu tiên cho Stoke vào ngày 1 tháng 11 năm 2014 trong trận hòa 2-2 với West Ham United.
Moses dính phải chấn thương đùi trong trận đấu với Burnley vào ngày 22 tháng 11 năm 2014 khiến anh phải nghỉ thi đấu 8 tuần. Ngày 17 tháng 1 năm 2015, anh trở lại đội hình chính trong trận thắng 1-0 trước Leicester City. Anh có pha lập công từ chấm phạt đền ở phút thứ 90 để đem về chiến thắng 2-1 của Stoke trước kình địch Aston Villa ngay tại Villa Park vào ngày 21 tháng 2. Đến ngày 4 tháng 3, anh ghi bàn trong chiến thắng 2–0 trước Everton.

#### Trở lại Chelsea (2015)
Sau mùa giải cho mượn thi đấu thành công tại Stoke City, Moses trở lại câu lạc bộ chủ quản Chelsea và có mặt trong tất cả các trận giao hữu đầu mùa, ngoài ra còn ghi được bàn thắng trong trận đấu với PSG. Moses được vào sân ở phút thứ 82 trận tranh Siêu cúp Anh 2015 gặp Arsenal thay cho John Terry và chung cuộc Chelsea đã thua 1–0.

#### West Ham United
Ngày 1 tháng 9 năm 2015, Moses tiếp tục được đem cho một câu lạc bộ khác mượn, lần này là West Ham United cho đến cuối mùa giải 2105-16. Ngay trước khi đến West Ham, Moses đã gia hạn hợp đồng thêm 4 năm với đội chủ sân Stamford Bridge đến năm 2019. Anh ghi được bàn thắng đầu tiên cho West Ham vào ngày 19 tháng 9 từ một cú sút xa, giúp đội bóng của mình giành thắng lợi 2-1 trước Manchester City.

#### Trở lại Chelsea (2016-17)
Tân huấn luyện viên của Chelsea Antonio Conte đã tạo điều kiện cho Moses trở lại Chelsea trong mùa giải 2016-17. Ngày 15 tháng 8 năm 2016, Moses có trận đấu đầu tiên tại Premier League cho Chelsea sau ba năm khi vào sân từ ghế dự bị thay cho Hazard ở những phút cuối trận thắng West Ham United 2–1. Ngày 23 tháng 8, Moses vào sân ngay từ đầu và ghi được 1 bàn thắng trong chiến thắng 3-2 trước Bristol Rovers tại vòng 2 Cúp Liên đoàn. Ngày 1 tháng 10, sau hơn ba năm kể từ tháng 5 năm 2013, Moses mới lần đầu tiên có tên trong đội hình xuất phát của Chelsea tại Premier League, trong trận đấu với Hull City và đã có một màn trình diễn ấn tượng góp phần vào chiến thắng 2-0 của Chelsea.
Trong sơ đồ 3-4-3 mới của huấn luyện viên Antonio Conte, Moses có được một suất đá chính ở vị trí bên cánh phải. Ngày 15 tháng 10, anh có được bàn thắng thứ hai tại Giải Ngoại hạng, ấn định chiến thắng 3-0 trước Leicester City.

#### 2017-18
Moses là người ghi bàn mở tỉ số trận đấu Siêu cúp Anh 2017 với Arsenal nhưng sau đó Chelsea đã để thua đối thủ trên loạt sút luân lưu. Đến ngày 20 tháng 1 năm 2018, anh mới có bàn thắng đầu tiên tại Premier League mùa giải 2017-18 trong chiến thắng 4-0 trước Brighton & Hove Albion. Ngày 12 tháng 2, anh có được bàn thắng thứ hai trong mùa giải ở trận thắng 3-0 trước West Bromwich Albion.
Ngày 19 tháng 4, anh ghi dấu ấn cá nhân trong cả hai bàn thắng, trong đó có pha ấn định tỉ số 2-1, giúp Chelsea lấy trọn ba điểm tại Turf Moor trước Burnley. Đến ngày 6 tháng 5, anh có pha tạt bóng để tiền đạo Olivier Giroud ghi bàn thắng duy nhất trong trận đấu với Liverpool để duy trì hi vọng có được cơ hội tham dự Champions League mùa giải sau. Vào cuối mùa giải, Moses cùng Chelsea giành được danh hiệu vô địch Cúp FA sau khi đánh bại Manchester United.
Sau khi Chelsea có huấn luyện viên mới là Maurizio Sarri, Moses không còn được trọng dụng và nửa đầu mùa giải 2018-19 anh chỉ được ra sân 6 trận, trong đó chỉ có 26 phút tại Premier League.

#### Fenerbahçe
Cuối tháng 1 năm 2019, Moses được Chelsea đem cho đội bóng Thổ Nhĩ Kỳ Fenerbahçe mượn với thời hạn 18 tháng. Ngày 28 tháng 1 năm 2019, anh có trận đấu đầu tiên cho Fenerbahçe tại Süper Lig khi được vào sân từ phút 66 trận thắng Yeni Malatyaspor 3-2. Đến ngày 1 tháng 2, anh có được bàn thắng đầu tiên cho đội bóng mới ấn định chiến thắng 2-0 trước Göztepe tại Süper Lig.

#### Inter Milan
Ngày 23 tháng 1 năm 2020, Moses chuyển đến Ý thi đấu cho Inter Milan theo hợp đồng cho mượn có thời hạn 6 tháng kèm điều khoản có thể mua đứt và tại đây anh được tái hợp người thầy cũ Antonio Conte Anh có trận ra mắt 6 ngày sau đó, vào sân từ ghế dự bị trong trận thắng 2-1 trước Fiorentina tại Coppa Italia quarter-finals. Moses có tổng cộng 20 trận thi đấu cho Inter Milan và đóng góp 5 đường chuyền thành bàn nhưng Inter Milan quyết định không kích hoạt điều khoản mua đứt.

#### Spartak Moscow (mượn)
Ngày 15 tháng 10 năm 2020, Moses gia nhập đội bóng Nga Spartak Moscow theo hợp đồng cho mượn có thời hạn 1 mùa bóng kèm điều khoản có thể mua đứt. Hai ngày sau đó, anh có trận đấu đầu tiên trên đất Nga khi vào sân thay người trong trận thắng 3-2 trước Khimki. Ngày 24 tháng 10, trong trận đá chính đầu tiên cho Spartak Moscow, Moses có cho mình bàn thắng đầu tiên trong màu áo mới, góp công vào chiến thắng 3-1 trước Krasnodar.
Ngày 16 tháng 5 năm 2021, Moses ghi bàn gỡ hòa 2-2 ở phút 85 của trận đấu với Akhmat Grozny đem về 1 điểm giúp Spartak Moscow cán đích Giải bóng đá Ngoại hạng Nga 2020–21 ở vị trí thứ hai và giành quyền tham dự UEFA Champions League mùa giải sau. Những đóng góp của Moses với 4 bàn thắng và 2 kiến tạo trong 19 trận tại Giải bóng đá Ngoại hạng Nga đã khiến Spartak Moscow đồng ý kích hoạt điều khoản mua đứt anh từ Chelsea với phí chuyển nhượng 3,9 triệu £.
Moses có 9 năm thuộc biên chế Chelsea sau khi chuyển đến từ Wigan vào năm 2012, ra sân tổng cộng 128 lần cho the Blues, ghi được 18 bàn thắng và vô địch Premier League, Cúp FA và Europa League.

### Spartak Moscow
Ngày 2 tháng 7 năm 2021, Spartak Moscow ký hợp đồng có thời hạn hai năm với Moses sau khi chính thức mua đứt anh từ Chelsea.

## Sự nghiệp đội tuyển quốc gia

### Các đội trẻ Anh
Mặc dù sinh ra tại Nigeria, Moses đã chọn thi đấu cho đội trẻ U-16 của Anh và giành danh hiệu Victory Shield năm 2005. Năm 2007, anh cùng đội tuyển U-17 Anh tham dự Giải vô địch U-17 châu Âu tại Bỉ. Tại giải đấu này anh ghi được 3 bàn (cú đúp trong trận gặp U-17 Hà Lan và bàn thắng duy nhất trong trận bán kết với U-17 Pháp), giành được danh hiệu Chiếc giày Vàng và đội tuyển U-17 Anh đứng thứ hai giải đấu sau U-17 Tây Ban Nha. Cùng năm đó, anh tiếp tục cùng U-17 Anh tham dự Giải vô địch U-17 thế giới, ghi được 3 bàn ở vòng bảng nhưng U-17 Anh bị loại ở tứ kết.
Moses sau đó tiếp tục được gọi vào đội tuyển U-19 Anh, tham dự Giải vô địch U-19 châu Âu nhưng U-19 Anh bị loại ngay vòng bảng. Đầu mùa giải 2010-2011, anh được gọi vào đội tuyển U-21 Anh và có trận đầu tiên gặp U-21 Uzbekistan.

### Nigeria
Moses được gọi vào Nigeria cho trận đấu với Guatemala vào tháng 2 năm 2011, nhưng trận giao hữu này đã bị hoãn. 1 tháng sau, anh lại được triệu tập cho các trận đấu với Ethiopia và Kenya. Tuy nhiên, anh không được thi đấu do việc đăng ký đổi quốc tịch của anh với FIFA chưa hoàn tất. Phải đến ngày 1 tháng 11 năm 2011, FIFA chính thức cho Moses và Shola Ameobi khoác áo Nigeria. Anh có trận đấu đầu tiên cho Nigeria vào ngày 29 tháng 2 năm 2012 trong trận gặp Rwanda.
Ngày 13 tháng 10 năm 2012, anh có bàn thắng đầu tiên cho Nigeria với một cú đúp trong chiến thắng 6-1 trước Liberia và đưa đội bóng chính thức giành vé tham dự Cúp bóng đá châu Phi 2013 (CAN 2013).
Moses được triệu tập vào danh sách đội tuyển Nigeria tham dự CAN 2013, giải đấu chính thức đầu tiên của anh trong màu áo đội tuyển quốc gia Nigeria. Ngày 29 tháng 1, trong trận đấu cuối cùng của vòng bảng với Ethiopia, anh đã lập cú đúp đều từ chấm phạt đền giúp Nigeria lọt vào vòng sau ở vị trí nhì bảng. Chung cuộc, Nigeria đã giành chức vô địch châu lục lần đầu tiên kể từ năm 1994 và Moses cũng giành được danh hiệu Cầu thủ thi đấu Fair Play nhất giải đấu.
Ngày 16 tháng 11, Moses ghi bàn thắng mở tỉ số trong chiến thắng 2-0 trước Ethiopia tại lượt về vòng loại World Cup khu vực châu Phi lượt đấu cuối cùng, chính thức đưa Nigeria tham dự World Cup 2014 tại Brasil. Thành tích xuất sắc trong màu áo đội tuyển và câu lạc bộ trong năm 2013 đã giúp anh giành danh hiệu Cầu thủ Nigeria xuất sắc nhất năm vào ngày 27 tháng 11. Sau khi nhận giải thưởng, Moses đã chia sẻ trên Twitter rằng: "Đó là giấc mơ trở thành sự thật khi chơi cho đất nước của mình, tôi rất cảm ơn các bạn."
Tháng 6 năm 2014, Moses được triệu tập vào đội hình đội tuyển Nigeria tham dự World Cup 2014 tại Brasil. Tại giải đấu này, anh được ra sân trong trận đấu vòng bảng với Iran và trận thua 2-0 trước Pháp ở vòng 1/16.
Moses tiếp tục có cơ hội tham dự World Cup 2018 tại Nga. Anh ra sân trong cả ba trận vòng bảng bảng D, có một đường chuyền thành bàn trong trận thắng 2-0 trước Iceland và ghi được một bàn thắng từ chấm phạt đền trong trận thua 1-2 trước Argentina. Chung cuộc đội tuyển Nigeria rời giải với vị trí thứ 3 bảng đấu.
Sau giải đấu đó, Victor Moses tuyên bố chia tay đội tuyển Nigeria sau 6 năm gắn bó để tập trung cho sự nghiệp câu lạc bộ, tổng cộng anh đã thi đấu 37 trận và ghi được 12 bàn thắng.

## Thống kê sự nghiệp

### Câu lạc bộ
Tính đến ngày 19 tháng 5 năm 2018
| CLB                    | Mùa giải            | Giải vô địch quốc gia | Giải vô địch quốc gia | Giải vô địch quốc gia | FA Cup | FA Cup | League Cup | League Cup | Châu Âu | Châu Âu | Các giải đấu khác | Các giải đấu khác | Tổng | Tổng |
| CLB                    | Mùa giải            | Hạng                  | Trận                  | Bàn                   | Trận   | Bàn    | Trận       | Bàn        | Trận    | Bàn     | Trận              | Bàn               | Trận | Bàn  |
| ---------------------- | ------------------- | --------------------- | --------------------- | --------------------- | ------ | ------ | ---------- | ---------- | ------- | ------- | ----------------- | ----------------- | ---- | ---- |
| Crystal Palace         | 2007–08             | Championship          | 13                    | 3                     | 1      | 0      | 0          | 0          | —       | —       | 2                 | 0                 | 16   | 3    |
| Crystal Palace         | 2008–09             | Championship          | 27                    | 2                     | 3      | 0      | 2          | 0          | —       | —       | —                 | —                 | 32   | 2    |
| Crystal Palace         | 2009–10             | Championship          | 18                    | 6                     | 1      | 0      | 2          | 0          | —       | —       | —                 | —                 | 21   | 6    |
| Crystal Palace         | Tổng cộng           | Tổng cộng             | 58                    | 11                    | 5      | 0      | 4          | 0          | —       | —       | 2                 | 0                 | 69   | 11   |
| Wigan Athletic         | 2009–10             | Premier League        | 14                    | 1                     | 0      | 0      | 0          | 0          | —       | —       | —                 | —                 | 14   | 1    |
| Wigan Athletic         | 2010–11             | Premier League        | 21                    | 1                     | 2      | 0      | 3          | 1          | —       | —       | —                 | —                 | 26   | 2    |
| Wigan Athletic         | 2011–12             | Premier League        | 38                    | 6                     | 1      | 0      | 0          | 0          | —       | —       | —                 | —                 | 39   | 6    |
| Wigan Athletic         | 2012–13             | Premier League        | 1                     | 0                     | 0      | 0      | 0          | 0          | —       | —       | —                 | —                 | 1    | 0    |
| Wigan Athletic         | Tổng cộng           | Tổng cộng             | 74                    | 8                     | 3      | 0      | 3          | 1          | —       | —       | —                 | —                 | 80   | 9    |
| Chelsea                | 2012–13             | Premier League        | 23                    | 1                     | 5      | 2      | 3          | 2          | 10      | 5       | 2                 | 0                 | 43   | 10   |
| Chelsea                | 2015–16             | Premier League        | 0                     | 0                     | 0      | 0      | 0          | 0          | 0       | 0       | 1                 | 0                 | 1    | 0    |
| Chelsea                | 2016–17             | Premier League        | 34                    | 3                     | 4      | 0      | 2          | 1          | —       | —       | —                 | —                 | 40   | 4    |
| Chelsea                | 2017–18             | Premier League        | 28                    | 3                     | 3      | 0      | 2          | 0          | 4       | 0       | 1                 | 1                 | 38   | 4    |
| Chelsea                | Tổng cộng           | Tổng cộng             | 85                    | 7                     | 12     | 2      | 7          | 3          | 14      | 5       | 4                 | 1                 | 122  | 18   |
| Liverpool (mượn)       | 2013–14             | Premier League        | 19                    | 1                     | 2      | 1      | 1          | 0          | —       | —       | —                 | —                 | 22   | 2    |
| Stoke City (mượn)      | 2014–15             | Premier League        | 19                    | 3                     | 2      | 1      | 2          | 0          | —       | —       | —                 | —                 | 23   | 4    |
| West Ham United (mượn) | 2015–16             | Premier League        | 21                    | 1                     | 4      | 1      | 1          | 0          | —       | —       | —                 | —                 | 26   | 2    |
| Tổng cộng sự nghiệp    | Tổng cộng sự nghiệp | Tổng cộng sự nghiệp   | 275                   | 30                    | 28     | 5      | 18         | 4          | 14      | 5       | 6                 | 1                 | 341  | 45   |

### Đội tuyển quốc gia
Tính đến ngày 26 tháng 6 năm 2018.
| Đội tuyển quốc gia | Năm       | Trận | Bàn |
| ------------------ | --------- | ---- | --- |
| Nigeria            | 2012      | 6    | 2   |
| Nigeria            | 2013      | 11   | 4   |
| Nigeria            | 2014      | 5    | 1   |
| Nigeria            | 2015      | 2    | 0   |
| Nigeria            | 2016      | 3    | 2   |
| Nigeria            | 2017      | 4    | 1   |
| Nigeria            | 2018      | 8    | 2   |
| Tổng cộng          | Tổng cộng | 38   | 12  |

### Bàn thắng cho đội tuyển quốc gia
| #  | Ngày                 | Địa điểm                                            | Đối thủ   | Bàn thắng | Kết quả | Giải đấu                 |
| -- | -------------------- | --------------------------------------------------- | --------- | --------- | ------- | ------------------------ |
| 1  | 13 tháng 10 năm 2012 | Sân vận động U. J. Esuene, Calabar, Nigeria         | Liberia   | 3–0       | 6–1     | Vòng loại CAN 2013       |
| 2  | 13 tháng 10 năm 2012 | Sân vận động U. J. Esuene, Calabar, Nigeria         | Liberia   | 6–0       | 6–1     | Vòng loại CAN 2013       |
| 3  | 29 tháng 1 năm 2013  | Sân vận động Royal Bafokeng, Rustenburg, Nam Phi    | Ethiopia  | 1–0       | 2–0     | CAN 2013                 |
| 4  | 29 tháng 1 năm 2013  | Sân vận động Royal Bafokeng, Rustenburg, Nam Phi    | Ethiopia  | 2–0       | 2–0     | CAN 2013                 |
| 5. | 7 tháng 9 năm 2013   | Sân vận động U. J. Esuene, Calabar, Nigeria         | Malawi    | 2–0       | 2–0     | Vòng loại World Cup 2014 |
| 6. | 16 tháng 11 năm 2013 | Sân vận động U. J. Esuene, Calabar, Nigeria         | Ethiopia  | 1–0       | 2–0     | Vòng loại World Cup 2014 |
| 7. | 7 tháng 6 năm 2014   | Everbank Field, Jacksonville, Florida, Mỹ           | Hoa Kỳ    | 1–2       | 1–2     | Giao hữu                 |
| 8. | 12 tháng 11 năm 2016 | Sân vận động quốc tế Godswill Akpabio, Uyo, Nigeria | Algérie   | 1–0       | 3–1     | Vòng loại World Cup 2018 |
| 9. | 12 tháng 11 năm 2016 | Sân vận động quốc tế Godswill Akpabio, Uyo, Nigeria | Algérie   | 3–0       | 3–1     | Vòng loại World Cup 2018 |
| 10 | 1 tháng 9 năm 2017   | Sân vận động quốc tế Godswill Akpabio, Uyo, Nigeria | Cameroon  | 3–0       | 4–0     | Vòng loại World Cup 2018 |
| 11 | 27 tháng 3 năm 2018  | Sân vận động The Hive, London, Anh                  | Ba Lan    | 1–0       | 1–0     | Giao hữu                 |
| 12 | 26 tháng 6 năm 2018  | Sân vận động Krestovsky, Saint Petersburg, Nga      | Argentina | 1–1       | 1–2     | World Cup 2018           |

## Danh hiệu

### Câu lạc bộ

#### Chelsea
- Premier League: 2016–17
- FA Cup: 2017–18
- UEFA Europa League: 2012–13, 2018–19

### Quốc tế

#### U-16 Anh
- Victory Shield: 2005

#### Nigeria
- Africa Cup of Nations: 2013

### Cá nhân
- Cầu thủ Nigeria xuất sắc nhất năm: 2013
- Chiếc giày Vàng Giải vô địch bóng đá U-17 châu Âu 2007
- Cầu thủ trẻ xuất sắc nhất tháng của Football League: Tháng 12 năm 2009.[86]
- Cầu thủ thi đấu Fair Play nhất Cúp bóng đá châu Phi 2013.